# Marcgravia nepenthoides
Marcgravia nepenthoides là một loài thực vật có hoa trong họ Marcgraviaceae. Loài này được Seem. mô tả khoa học đầu tiên năm 1870.